# Wariʼ
El Wariʼ  (també Orowari, Wari, Pacaá Novo, Pacaás Novos, Pakaa Nova, Pakaásnovos) és l'única llengua vibrant que queda de la família de llengües chapacuranes de la regió fronterera brasiler-boliviana de la conca amazònica. Té uns 2.700 parlants, també anomenats Wariʼ, que viuen al llarg dels afluents del riu Pacaas Novos a l'oest del Brasil. La paraula  wariʼ  significa "nosaltres!" en la llengua wari i és el terme donat a la llengua i a la tribu pels seus parlants.

## Dialectes
Dialectes del wariʼ segons Angenot (1997):
Dialectes del nord
- Wari’-Oro Waram
- Wari’-Oro Mon
- Wari’-Oro Waram Xijen

Dialectes del Sud
- Wari’-Oro Não
- Wari’-Oro Eo
- Wari’-Oro At
- Wari’-Oro Jowin
- Wari’-Oro Kao Oro Aje

## Fonologia
Cap dels segments que es descriuen a continuació només es produeix en paraules prestades o només en classes de paraules específiques. Hi ha alguns sons que no s’enumeren que només s’utilitzen en onomatopeia i poden violar les restriccions fonològiques i fonotàctiques habituals.

### Consonants
El dialecte Oro Nao del Wariʼ descrit per Everett & Kern (1997) té els següents fonemes consonàntics. És un inventari relativament gran segons els estàndards de l'Amazònia de la Terra Baixa. Els claudàtors inclinats representen les grafies associades a cada so.
|            | Bilabial | Dental | Post- alveolar | Velar     | Velar   | Glotal | Glotal  |
| Plana      | Bilabial | Dental | Post- alveolar | Labial    | Plana   | Labial |         |
| ---------- | -------- | ------ | -------------- | --------- | ------- | ------ | ------- |
| Nasal      | m ⟨m⟩    | n ⟨n⟩  |                |           |         |        |         |
| Oclusiva   | p ⟨p⟩    | t ⟨t⟩  |                | k ⟨c, qu⟩ | kʷ ⟨cw⟩ | ʔ ⟨'⟩  |         |
| Africada   |          |        | t͡ʃ ⟨x⟩         |           |         |        |         |
| Fricativa  |          |        |                |           |         | h ⟨h⟩  | hʷ ⟨hw⟩ |
| Aproximant |          |        | j ⟨j⟩          |           | w ⟨w⟩   |        |         |
| Bategant   |          | ɾ ⟨r⟩  |                |           |         |        |         |

/t͡ʙ̥/ és una vibrant africada formada per una vibrant bilabial precedida per una oclusiva dental, i només s'informa des de quatre idiomes més. En Oro Nao, això s’ha analitzat com un al·lòfon de /t/ que només es produeix abans de /o/ i /y/ que no es produeix a tots els idiolectes. En alguns dialectes és un fonema separat; tanmateix, només unes 24 paraules contenen el so, algunes de les quals són onomatopeia. També l’utilitzen més els parlants més ancians de la llengua.

#### Alternacions consonàntiques[3]
- /t͡ʃ/ es pot convertir en [ʃ], amb una tendència a aflorar com [ʃ] més abans de les vocals sense arrodonir que les arrodonides:  xaxi 'na'  ell és prim 'pot ser [t͡ʃaˈt͡ʃiʔ na] o [ʃaˈʃiʔ na] .
- [m] pot convertir-se en síl·laba [mb] (una seqüència de la nasal bilabial seguida de l'oclusiva bilabial sonora), amb més freqüència abans de /a/ però també abans altres vocals. La tendència a realitzar-la com una seqüència és més gran si la síl·laba està accentuada:  la seva brutícia  <homiri> pot ser [homiˈɾi] o [hombiˈɾi].
- [n] es pot convertir en síl·laba [nd] (una seqüència de la nasal alveolar sonora seguida de l'oclusiva alveolar sonora), amb més freqüència abans de /a/ però també abans altres vocals. La tendència a realitzar-lo com a seqüència és més gran si la síl·laba està accentuada: el meu cap <wina> pot ser [wiˈna] o [wiˈnda] .
- [j] es pot convertir en [ʒ] abans de /i/:  anem!  <maji> pot ser [maˈji] o [maˈʒi].
- [ʔj] es pot convertir en [ʔd͡ʒ] a començament de paraula: Em temo <jin' 'ina> pot ser [ˈʔjinʔ ʔiˌna] o [ˈʔd͡ʒinʔ ʔiˌna].

### Vocals
El wariʼ té un dels sistemes vocàlics més asimètrics del món. En general, s’espera que les vocals estiguin distribuïdes de manera uniforme a l'espai vocal, no agrupades en un racó. A més, s'espera que les vocals siguin sense arrodonir quan estiguin al davant i arrodonides quan siguin enrere fins que s'hagin omplert els "buits" del sistema vocal. Tot i que el wariʼ només té sis vocals, quatre d'aquestes són vocals anteriors tancades o semitancades, de les quals dues són arrodonides (encara que /ø/ és poc freqüent). Els parlants no nadius han marcat dificultats per distingir aquestes vocals anteriors, que contrasten amb una sola vocal posterior /o/.
|                | Frontal    | Frontal    | Posterior |
| No arrodonida  | Arrodonida | Arrodonida |           |
| -------------- | ---------- | ---------- | --------- |
| Tancada (Alta) | i ⟨i⟩      | y ⟨u⟩      |           |
| Semitancada    | e ⟨e⟩      | ø ⟨ö⟩      | o ⟨o⟩     |
| Oberta (baixa) | a ⟨a⟩      |            |           |

La nasalització vocàlica es produeix només en diftongs; els pocs que no estan nasalitzats acaben en /i/. Els diftongs següents es produeixen en el dialecte Oro Nao: [ẽĩ], [ãĩ], [aɪ], [õĩ], [oɪ], [ỹĩ], [ĩõ], [ẽõ], [ãõ].